# 米奧德拉格·科亞迪諾維奇
米奥德拉格·科亚迪诺维奇（羅馬化：Miodrag  Kojadinović，發音：[mǐodraɡ kojadǐːnoʋit͡ɕ]；1961年—），塞尔维亚裔加拿大诗人、语言学家、翻译者、情色作家、性别学和性学理论家。
他在加拿大、塞尔维亚，以及匈牙利接受和完成学术教育。曾在3个大使馆，以及加拿大、荷兰等国媒体任职；在荷兰的的乌得勒支大学和阿姆斯特丹大学，以及挪威的奥斯陆大学开展学术研究。2005年以来在中国广西南宁市的广西大学教学并从2012年在广东省广州市中山大学，这期间使用了其名字的非官方中文音译名“妙谠”（简体中文）。

## 著作
米奥德拉格·科亚迪诺维奇讲20多种欧洲和亚洲语言；使用英文、塞尔维亚文、荷兰文，以及法文写作。他的作品被收录于美国、塞尔维亚（塞尔维亚语和匈牙利语）、加拿大、俄罗斯、荷兰（荷兰语和英语），斯洛文尼亚、印度、黑山、英国，以及克罗地亚 等国发行的文学作品选集。
他关于中国的书在超过50所大学图书馆（从大洋洲，日本到香港至欧洲和西半球）可用。
2023年受邀來到南京聯合國教科文組織文學之都外國作家駐地

## 其他
米奥德拉格·科亚迪诺维奇来往于各个国家和各个大陆的游牧般的生活，成为金·梅耶导演的纪录片《双重出口》（Double Exit）的基础素材。这部纪录片是这位导演就读乌特勒支应用科技大学传媒制作专业硕士课程的毕业作品，曾作为1996年毕业学生作品展的一部分，在阿姆斯特丹国际纪录片电影节上放映。这部作品也参加了在布达佩斯和贝尔格莱德举办的活动。

## 所选作品出版
作者
- Kojadinović, Miodrag (2001). Čitanka istopolnih studija. Program istopolnih studija, Beograd. ISBN 9788690260515.
- Kojadinović,  Miodrag (2004). Antinoj.  Rende, Beograd. ISBN  9788683897261.
- Kojadinović,  Miodrag (2015). Under Thunderous Skies. Earnshaw Books, Hong Kong. ISBN 9789888273331
- Kojadinović,  Miodrag (2015). Érotiques Suprèmes. Choose the Sword Press, San Mateo. ISBN 9780692516690

贡献者
- Hardeman, Rick, ed. (1998). Leuke Jongens, 2e druk. Prometheus, Amsterdam. ISBN 9789057133114.
- Sheppard, Simon, ed. (April 2000). Rough Stuff. Alyson Publications, San Francisco. ISBN 9781555835200.
- Land, Kevin, ed. (June 2000). Unlimited Desires. BiPress, London. ISBN 9780953881604.
- Brown, Angela, ed. (2004). Mentsh. Alyson Publications, San Francisco. ISBN 9781555838508.
- Maderas, Linda, ed. (2005). Pažnja, dečaci rastu!. SIL, Beograd. ISBN 9788683483440.
- Bobić, Mirjana, ed. (2011). Antidepresiv. Ganeša klub, Beograd. ISBN 9788684371173.
- Script Road, The,ed. (2013). First Things First. PraiaGrande Edições, Macau. ISBN 9789996595011.
- 澳门文学节「隽文不朽」，编  (2013).  一生萬物.  PraiaGrande  Edições, Macau. ISBN 9789996595035.
- das  Letras, Rota, ed.  (2013).  Não há AMOR como o primeiro. PraiaGrande Edições, Macau. ISBN 9789996595028.